# Gezeitenwind

Tagesschwankungen von Temperatur und Wind auf 100 km Höhe im September 2005. Die Animation basiert auf Beobachtungen der SABER und TIDI Instrumente an Bord des TIMED Satelliten.

Als Gezeitenwind wird ein schneller, äquatorialer Wind in der Thermosphäre bezeichnet, der durch sonneneinstrahlungsbedingte Druckunterschiedene entsteht. Der Name dieses Windes geht auf seine 24-stündige Periodizität zurück.
Durch die tageszeitliche Sonneneinstrahlung bildet sich in äquatorialen Breiten eine Hochdruckzone, deren Maximum am Nachmittag erreicht wird. Diese Zone wird wegen ihrer Gestalt auch als Druckbeule (engl. pressure bulge) bezeichnet. Zwölf Stunden hierzu versetzt existiert eine entsprechende Tiefdruckzone, deren Druckminimum allerdings weniger scharf ausgeprägt ist als das Druckmaximum.
Zwischen diesen beiden Zonen besteht ein Druckunterschied von etwa 4 µPa, was ausreichend ist, um einen Ausgleichswind fließen zu lassen, der eine Geschwindigkeit von bis zu 200 m/s (~ 700 km/h) erreicht. Dieser ist tagsüber westwärts gerichtet.
Eine Folge des Gezeitenwindes ist der sogenannte Fontäneneffekt, der die äquatoriale Ionosphäre beeinflusst.